# 曼恩商用车
曼恩商用车（原）是一家德国慕尼黑的汽车制造商，原曼恩集团子公司，母公司2021年被收购后现为传拓集团的子公司，生产卡车和客车、公交车等，也生产柴油和天然气发动机。